# Abadia (Torres Vedras)
Abadia era, em 1747, um lugar da freguesia de Nossa Senhora da Oliveira do Lugar de Matacães, termo da vila de Torres Vedras. No secular estava subordinada à Comarca de Torres Vedras, e no eclesiástico ao Patriarcado de Lisboa, pertencendo à Província da Estremadura. Tinha na época dez vizinhos, estando fundada num espaçoso vale, a que chamam Ribeira de Matacães. Havia nesta aldeia uma ermida de Nossa Senhora do Amparo.